# Vlag van Hauwert

Vlag van Hauwert

De vlag van Hauwert werd op 23 januari 2008 vastgesteld door de dorpsraad als de dorpsvlag van het Nederlandse dorp Hauwert. De vlag wordt als volgt beschreven:
Vijf banen van zwart, groen, geel, groen en zwart, waarvan de lengten zich verhouden als 1:1:4:1:1; op het midden van de middelste baan is een geplante zwarte dorreboom, in de rechterhelft echter bezet met groene bladerkronen op een groen gras geplaatst, met een hoogte, gelijk aan 4/5 van de vlaghoogte.
De vlag is afgeleid op het dorpswapen. De dorpsvlag is ontworpen door Hans van Heijningen.
De vlag was oorspronkelijk zwart-geel-groen, in de verhouding 1:2:1, met op geel de verdorde boom. De dorpsraad stelde voor om de zwarte en groene strepen te breken, wat geen slecht idee leek.

Wapen van Hauwert

Abbekerk
· Assendelft
· Bergen
· Bovenkarspel
· Buitenveldert
· Bussum
· De Rijp
· Driemond
· Groet
· Grootschermer
· Graft
· Hauwert
· Huisduinen
· Julianadorp
· Koog aan de Zaan
· Krommenie
· Krommeniedijk
· Lambertschaag
· Marken
· Middelie
· Muiden
· Muiderberg
· Naarden
· Nauerna
· Nibbixwoud
· Nieuw-Vennep
· Omval
· Opperdoes
· Rijsenhout
· Sijbekarspel
· Sint Pancras
· Sloten
· Spaarndam
· Vogelenzang
· Weesp
· Wijk aan Zee
· Wormerveer
· Zaandijk
· Zwaagdijk-West